# لاوری آوس
لاوری آوس (استونیایی: Lauri Aus; ۴ نوامبر ۱۹۷۰ – ۲۰ ژوئیهٔ ۲۰۰۳) دوچرخه‌سوار اهل استونی بود.
از باشگاه‌هایی که در آن بازی کرده‌است می‌توان به آژ۲آر لا موندیال اشاره کرد. وی در مسابقات همچون همچون بازی‌های المپیک تابستانی ۱۹۹۲، ۱۹۹۶ و ۲۰۰۰ و تور دو فرانس ۱۹۹۷ شرکت کرده است.